# Новинское (озеро, Ленинградская область)
Новинское (фин. Saarijärvi) — озеро на территории Каменногорского городского поселения Выборгского района Ленинградской области.

## Общие сведения
Площадь озера — 0,6 км². Располагается на высоте 38,4 метров над уровнем моря.
Форма озера лопастная, продолговатая: вытянуто с северо-запада на юго-восток. Берега каменисто-песчаные, преимущественно возвышенные, местами скалистые.
Из северо-восточной оконечности озера вытекает безымянный водоток, втекающий в озеро Александровское, которое протокой связано с озером Лесогорским, из которого вытекает река Давыдовка, связанная со всей системой реки Вуоксы.
В озере расположены два небольших по площади безымянных острова: по центру и у северо-западной оконечности.
С севера к озеру подходит лесная дорога.
Название озера переводится с финского языка как «озеро с островами».
Код объекта в государственном водном реестре — 01040300211102000011977.